# Viridivellus pulchellum
Viridivellus pulchellum là một loài rêu trong họ Viridivelleraceae. Loài này được I.G. Stone mô tả khoa học đầu tiên năm 1976.